# Іллятковецький (пам'ятка природи)
Іллятковецький — проектована орнітологічна пам'ятка природи, став, розташований на р. Іква Староконстянтинівського рибгоспу на Хмельниччині. До
ставу прилягає с. Іллятка (південно-західною стороною) та с. Нова Синявка (північно-східна сторона). Розташований на території новосинявської сільської ради.
Була зарезервовна для наступного заповідання рішенням Хмельницького облвиконкому № 10 від 04.04.2001 року .

## Опис
Тут гніздяться близько 10 рідкісних видів птахів.
Площа — 109 га.